# X (musikgrupp)

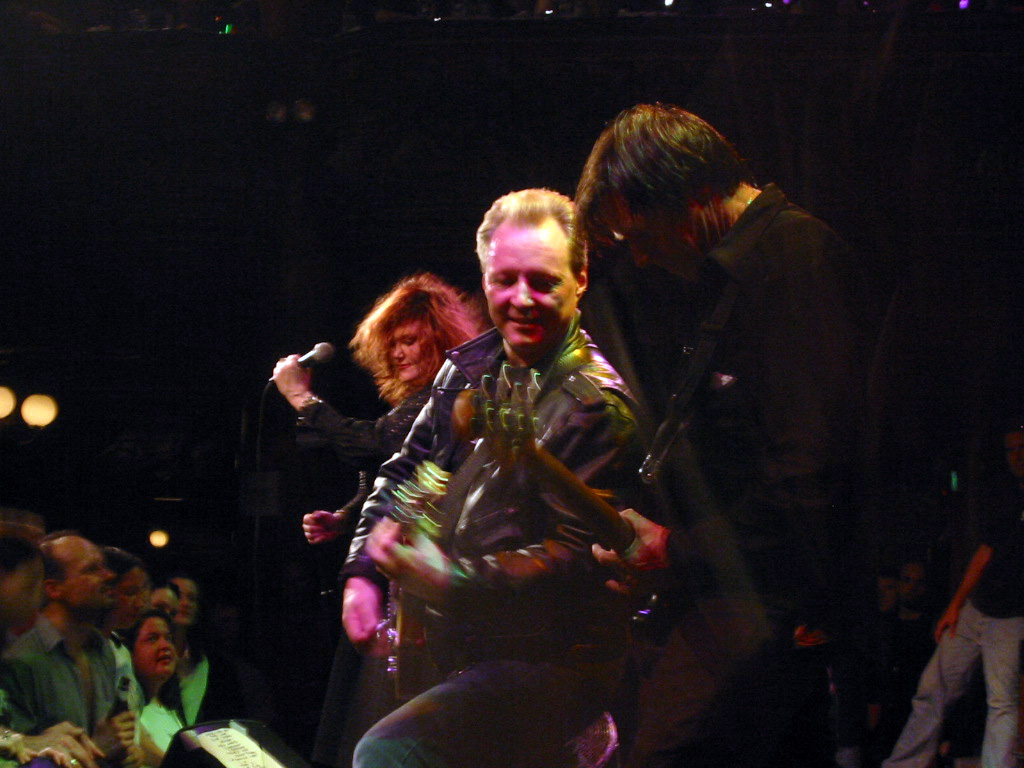
X uppträder 2004.

Ej att förväxla med musikgruppen X Japan, tidigare kända enbart som X
X är en amerikansk musikgrupp bildad 1977 i Los Angeles som anses ha ingått i den första punkvågen. Gruppen bestod vid bildandet av Exene Cervenka (sång), John Doe (bas, sång), Billy Zoom (gitarr) och D. J. Bonebrake (trummor). Under åren 1980-1993 släppte gruppen sju studioalbum. Efter några års paus på 1990-talet återförenades gruppen och har uppträtt sedan 2000-talets början.
De singeldebuterade 1978 och fick skivkontrakt hos Slash Records där de albumdebuterade 1980 med Los Angeles. Deras andra album Wild Gift blev mycket uppmärksammat av musikkritiker, medan det kommersiella mottagandet var minst sagt ljummet. Skivan röstades fram till 1981 års andra bästa efter The Clashs Sandinista! i tidningen Village Voice Pazz & Jop-lista. 1982 fick gruppen kontrakt hos Elektra Records där de blev kvar till 1987. Under tiden på Elektra rörde sig gruppen allt mer bort från sina punkrötter mer mot en traditionell rockljudbild. Särskilt efter att de avbröt samarbetet med Ray Manzarek som producerade deras fyra första album.
Billy Zoom lämnade gruppen 1986 och ersattes av Dave Alvin. Ytterligare en gitarrist, Tony Gilkyson tillkom också. Alvin lämnade gruppen efter två album medan Gilkyson blev kvar och spelade på 1993 års album Hey Zeus!. Albumet har förblivit deras senaste studioalbum. Efter att bandet återbildats på 2000-talet har Billy Zoom åter blivit medlem.

## Diskografi, album
- 1980 – Los Angeles
- 1981 – Wild Gift
- 1982 – Under the Big Black Sun
- 1983 – More Fun in the New World
- 1985 – Ain't Love Grand!
- 1987 – See How We Are
- 1993 – Hey Zeus!

## Fotnoter
1. ↑  http://www.robertchristgau.com/xg/pnj/pjres81.php